# 出井川 (板橋区)
出井川（でいがわ）は、東京都板橋区に流れていた河川である。現在、全区間暗渠化されている。

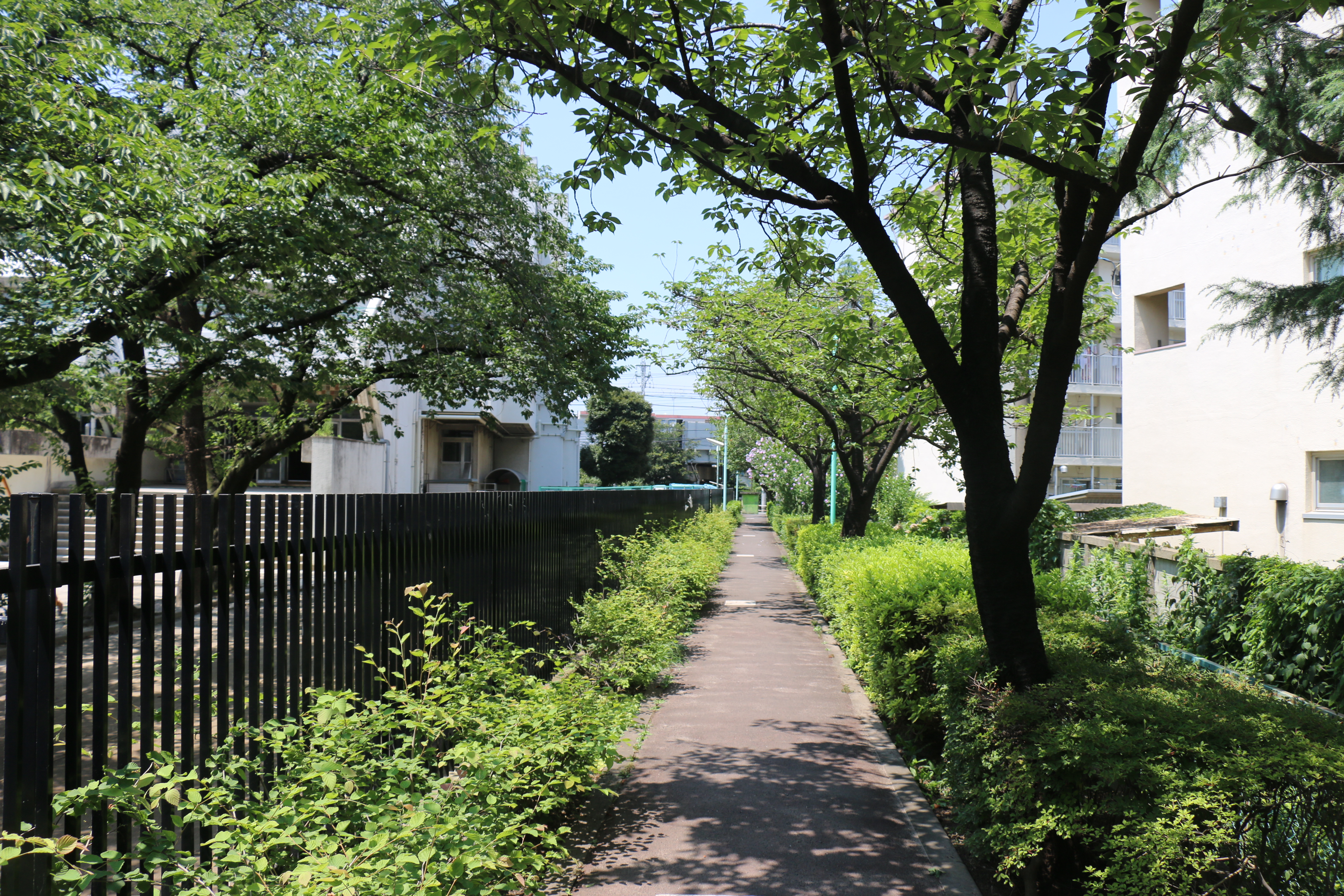
志村３丁目　志村第四中学校付近

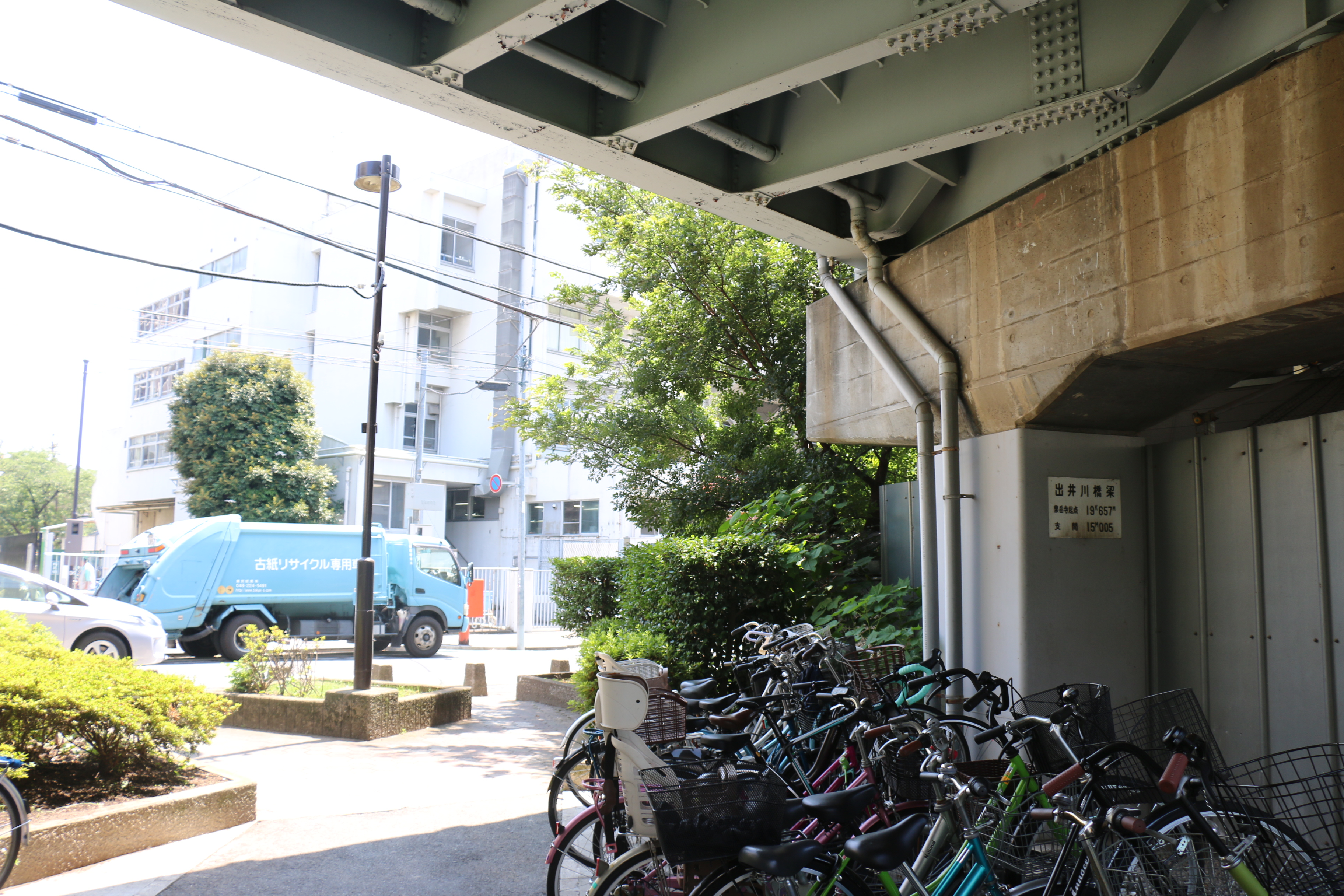
都営三田線ガード下　出井川橋梁

## 概要
荒川が東に流れるのに対し西に流れるので「さかさ川」とも呼ばれ、1964年に新河岸川との合流点に水門・排水ポンプ場が建設された。
1965年4月1日に一級河川に指定され、1971年に首都高速5号池袋線建設に伴い暗渠化。
1977年4月18日に一級河川指定は廃止された。

## 流域
上流から順に
- 泉町
- 大原町
- 前野町
- 志村
- 坂下
- 東坂下

## 痕跡
上流から下流までほぼ緑道や公園に整備されている。中山道との交差部分では橋が残されている。

## 主な水源
現在も水源では湧水が確認されるところもある。
- 出井の泉 (泉町)
- 見次公園 (前野町)
- 若木一・三丁目付近 〔支流〕
- 前野町一・三丁目付近 〔支流〕
- 前野町六丁目付近